# Lukavac
Lukavac – miasto w Bośni i Hercegowinie, w Federacji Bośni i Hercegowiny, w kantonie tuzlańskim, siedziba gminy Lukavac. W 2011 roku liczyło 12 061 mieszkańców, z czego większość stanowili Boszniacy.
Jest miastem o charakterze przemysłowym, położonym we wschodniej Bośni, nad rzeką Sprečą, 15 km od Tuzli. Przebiegają przez niego droga i linia kolejowa z Tuzli do Doboju.

## Historia
Ślady osadnictwa na tym terenie sięgają czasów prehistorycznych. Na stanowiskach w okolicach Stupara, Bokavićów czy Vasiljevci odnaleziono fragmenty ceramiki z epoki neolitu i brązu. 
Okolice Lukavca zamieszkiwano także w średniowieczu. Na wzgórzu Gradina natrafiono na fragmenty murów obronnych i ceramiki z tego okresu. O średniowiecznym osadnictwie świadczą także liczne stećki – kamienne nagrobki – rozsiane po pobliskich wsiach, m.in. w Puračiću, Šikuljach, Babicach i Vasiljevci. Jeden z nich przeniesiono do centrum miasta i ustawiono w parku przy Domu Kultury.
Pierwsze wzmianki o Lukavcu (jako osadzie Donji i Gornji Lukavac) pochodzą z czasów średniowiecznej żupy Smoluća. W dokumentach pojawia się również nazwa Puračić, która, według niektórych badaczy, mogła wywodzić się od imienia wojewody Purče wspomnianego w dokumencie z 1249 roku.
Nazwę Lukavac wiąże się z topografią – „luka” oznaczało nizinne, podmokłe tereny nad rzeką. Sama rzeczka przepływająca przez miasto w dawnych źródłach nosiła nazwy Lukavac, Lukavačka czy Lukavčić. W czasach osmańskich Lukavac wchodził w skład nahiji Smoluća, a sąsiednie wsie – m.in. Bokavići, Poljice i Bistarac – przynależały administracyjnie do innych jednostek. Do dziś zachowały się liczne ślady osmańskiego dziedzictwa. 
Gwałtowny rozwój miasta rozpoczął się po 1878 roku, wraz z nadejściem administracji austro-węgierskiej. W 1886 roku wybudowano kolej wąskotorową łączącą Doboj i Tuzlę, a w 1893 roku powstała tu pierwsza w Bośni fabryka sody amoniakalnej. Powstawały nowe ulice, osiedla, budowano domy dla pracowników i urzędników. W 1928 roku wzniesiono kościół katolicki, a wcześniej, jeszcze za czasów monarchii Habsburgów, cerkiew prawosławną i pierwszą bibliotekę (1894).
W 1962 roku odsłonięto Centralne Mauzoleum w hołdzie ofiarom II wojny, zaprojektowane przez artystę Dragišę Trifkovicia. Po wojnie, w okresie Jugosławii socjalistycznej, Lukavac stał się centrum przemysłowym: powstał kombinat koksochemiczny (1952), zbiornik wodny Modrac (1964) oraz cementownia (1974). 
Po podpisaniu porozumienia z Dayton znalazł się w Federacji Bośni i Hercegowiny.